# James Wattana
James Wattana (n. 17 ianuarie 1970, Bangkok, Thailanda) este un jucător thailandez de snooker. 
A ocupat locul 3 în lume în sezonul 1994/95 și a disputat două semifinale de campionat mondial (în 1993 și 1997).
În prezent se plasează doar pe poziția 108. Wattana a realizat breakul maxim de trei ori în carieră.   
A primit Ordinul Coroanei în grad de comandor clasa a III-a, înaltă distincție acordată de regele Thailandei.